# Dévényi Antal-kilátó
A Dévényi Antal-kilátó egy kilátó Pest vármegye területén, a Pilis hegységben, Piliscsaba közigazgatási területén, a 447 méter magas Nagy-Kopasz csúcsán. A Pilisi Parkerdő Zrt. beruházásában, részben uniós pályázati forrásból épült, 11,5 méter magas épület különleges alakú, Lőke Ferenc építész által alkotott terveit a népszerű, fából készült építő-logikai játék, a Jenga formavilága ihlette. A közel 17 négyzetméteres kilátószintű épület lényegében egy 4,2 x 4,2 méter alapterületű hasáb, amelyet összesen 132 köbméternyi, egymásra rakott tömör fenyőgerendákból alakítottak ki.
Az építmény és a közelében kialakított, padokkal, információs táblával és tűzrakóhellyel is felszerelt erdei pihenőhely avatása 2015. június 12-én zajlott. Korábban a Nagy-Kopasz dúsan beerdősült magaslatán nem állt semmilyen kilátó, emiatt a hegycsúcs látogatottsága nem volt különösebben jelentős. Az átadása óta azonban megszaporodtak a területet érintő túraútvonalak, hiszen a "Jenga-kilátó" felső szintjéről 360 fokos körpanoráma nyílik a környékre.
2025. augusztus 14-én a Pilisi Parkerdő bejelentette, hogy a kilátó faanyaga az átadás óta eltelt, mindössze 10 évben annyira károsodott, hogy a szerkezet megdőlt (ami miatt az építmény lezárása vált szükségessé), az alaposabb vizsgálat pedig arra az eredményre jutott, hogy az eredeti szerkezet javíthatatlanná vált, így le kell bontani. Arról, hogy mi kerül a helyére, a bejelentés szerint az erdészet később egyeztet a települési önkormányzattal.

## Nevének eredete
Névadója Dévényi Antal erdőmérnök, József főherceg pilisi erdőbirtokának főerdésze lett, akinek kiemelkedő szerepe volt a 19. század folyamán nagyrészt fátlanná vált Piliscsaba környéki hegyek újrafásításában (kopárfásítás).

## Megközelítése
A kilátót közösségi közlekedéssel legegyszerűbben Piliscsaba irányából, az esztergomi vasútvonal klotildligeti megállóhelyétől közelíthető meg, de Pilisvörösvár, Pilisszántó és Piliscsév irányából is vezetnek errefelé túrautak.

## Képek

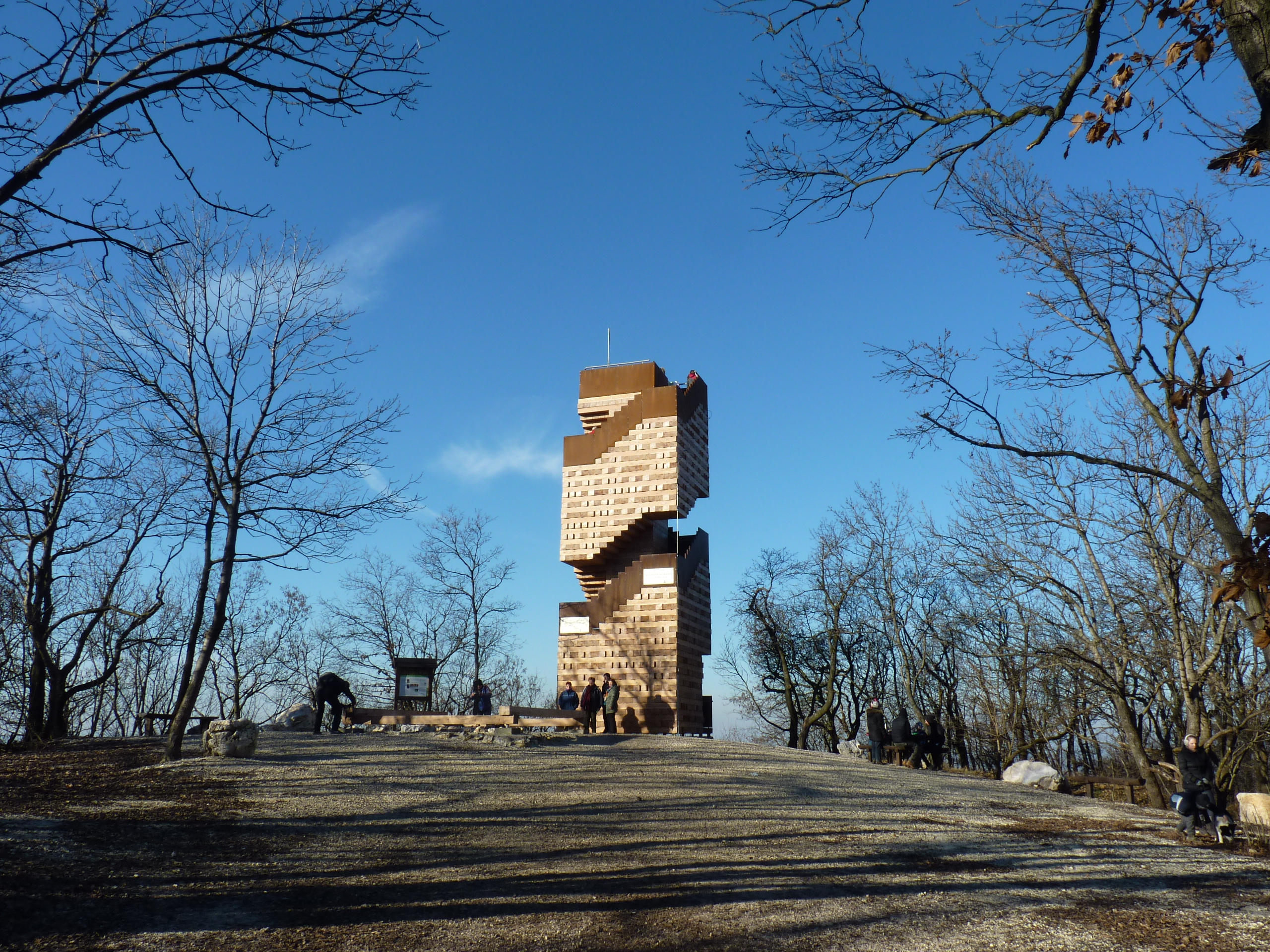
A kilátó távolról
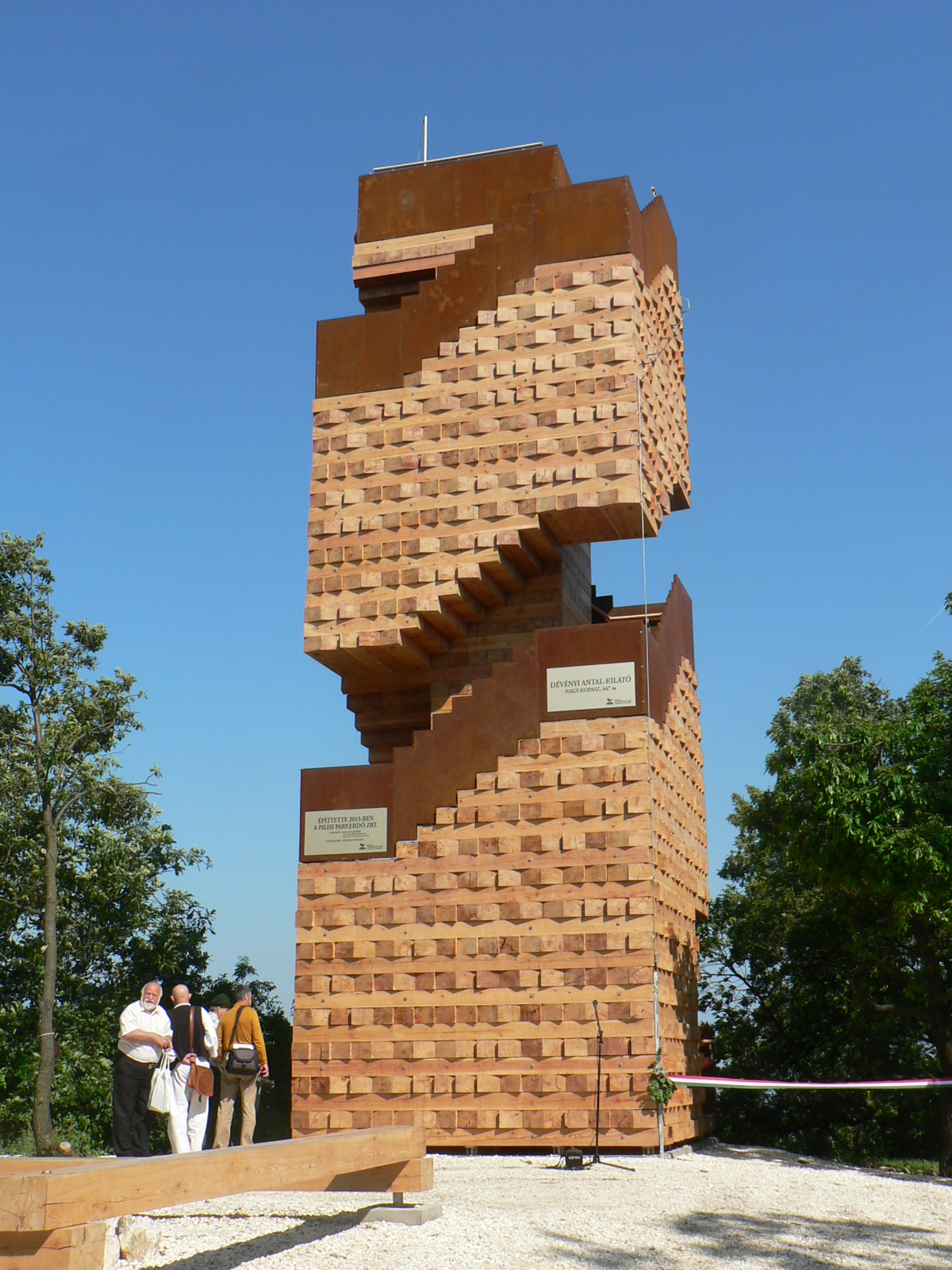
A torony szerkezete a Jenga-építményekére emlékeztet
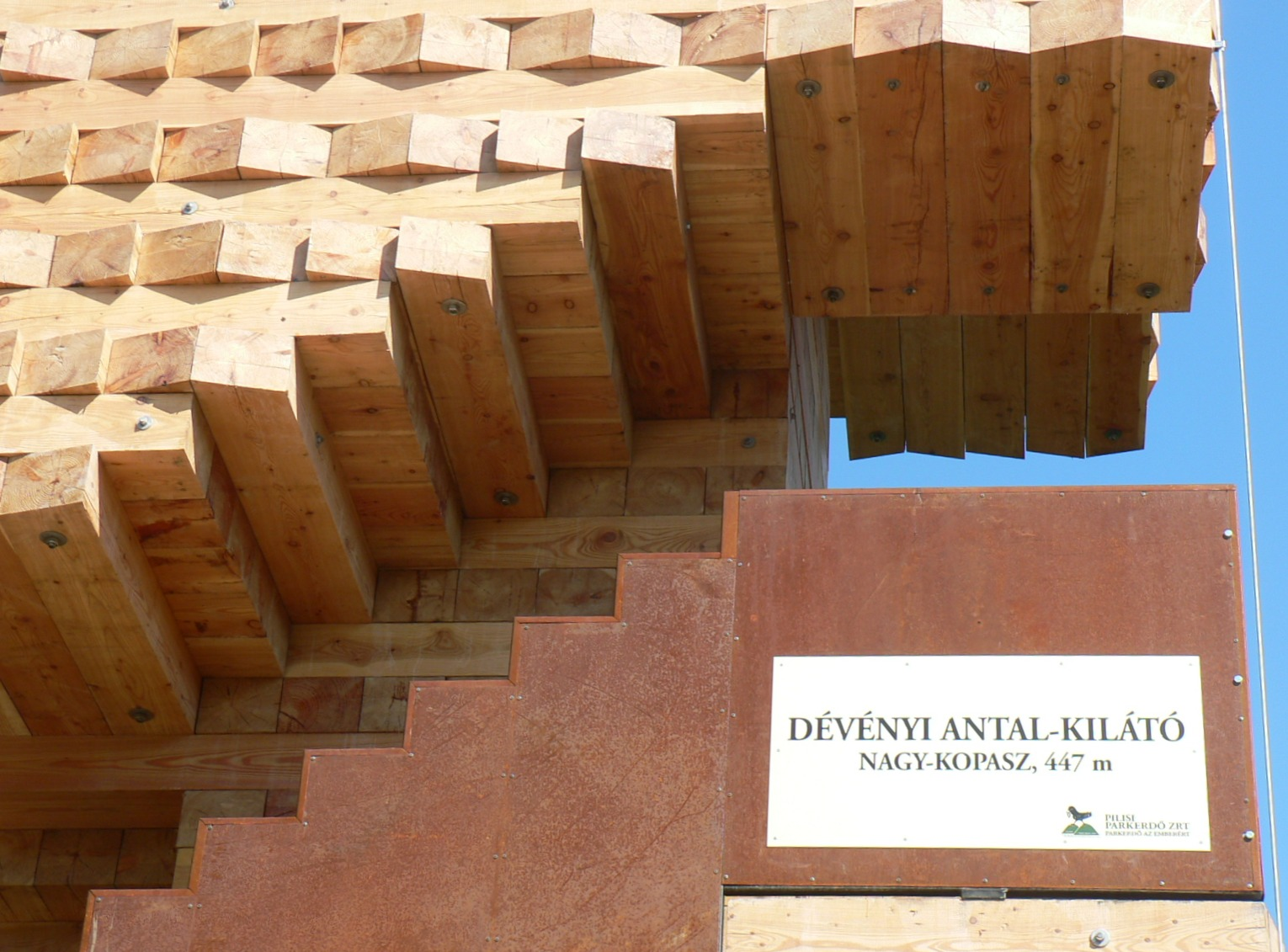
A kilátó egy jellemző épületrészlete